# Botzaris (metropolitana di Parigi)
Botzaris è una stazione della linea 7 bis della metropolitana di Parigi.

## La stazione
La stazione venne inaugurata nel 1911, originariamente sulla linea 7 e successivamente sull'attuale linea 7 bis il 3 dicembre 1967.
Il suo nome è un omaggio al patriota greco Markos Botzaris (1788-1823) che fu uno degli eroi dell'indipendenza greca. Combatté contro i turchi e morì combattendo a Karpenisi. Victor Hugo gli rese omaggio nella sua opera les Orientales.

## Interconnessioni
- Bus RATP - 48, 60